# روبن دوغلاس
روبن دوغلاس (بالإسبانية: Rubén Douglas)‏ (بالإنجليزية: Ruben Douglas)‏ مواليد 30 أكتوبر 1979 في باسادينا، هو لاعب كرة سلة بنمي. بدأ مسيرته الاحترافية في سنة 2003. بلغ طوله 6 قدم 5 بوصة (2.0 م). اعتزل اللعب في 2012.

## المسيرة الاحترافية
لعب مع نادي بانيونيس لكرة السلة في موسم 2003–2004، ثم لعب مع فورتيتودو بولونيا في الدوري الإيطالي في موسم 2004–2005، ثم لعب مع فالنسيا باسكت في الدوري الإسباني من سنة 2006 إلى 2009، ثم لعب مع فيرتوس روما في الدوري الإيطالي في سنة 2009، ثم لعب مع نادي إشبيلية لكرة السلة في الدوري الإسباني في سنة 2010، ثم لعب مع أوشاك سبورتيف في الدوري التركي في سنة 2012.

## روابط خارجية
- روبن دوغلاس على موقع الاتحاد الدولي لكرة السلة (الإنجليزية)
- روبن دوغلاس على موقع الدوري الأوروبي لكرة السلة (الإنجليزية)
- روبن دوغلاس على موقع الدوري الإسباني لكرة السلة (الإسبانية)
- روبن دوغلاس على موقع كرة السلة الأوروبية.كوم (الإنجليزية)
- روبن دوغلاس على موقع DraftExpress.com (الإنجليزية)
- روبن دوغلاس على موقع كلية كرة السلة في سبورتس رفرنس.كوم (الإنجليزية)
- روبن دوغلاس على موقع ريلجم (الإنجليزية)
- روبن دوغلاس على موقع بروبوليرز (الإنجليزية)
- روبن دوغلاس على موقع سبورتس رفرنس (الإنجليزية)